# Västkazakstan

Lägeskarta

Västkazakstan (kazakiska: Батыс Қазақстан, Batys Qazaqstan) är en provins i nordvästra  Kazakstan. Den har en yta på 151 300 km² och runt 634 000 invånare (2005). Provinsens huvudort är Oral.